# 小行星6502
小行星6502（英語：6502）是一颗围绕太阳公转的小行星。1993年12月6日，上田清二、金田宏在钏路市发现了此天体。
这颗小行星的绝对星等为247.5896419767872等。